# Edward Szabelski
Edward Szabelski (ur. 13 października 1898 w Radoryżu, zm. 19 listopada lub 6 sierpnia 1942 w Dachau) – polski duchowny katolicki, kapelan Wojska Polskiego.

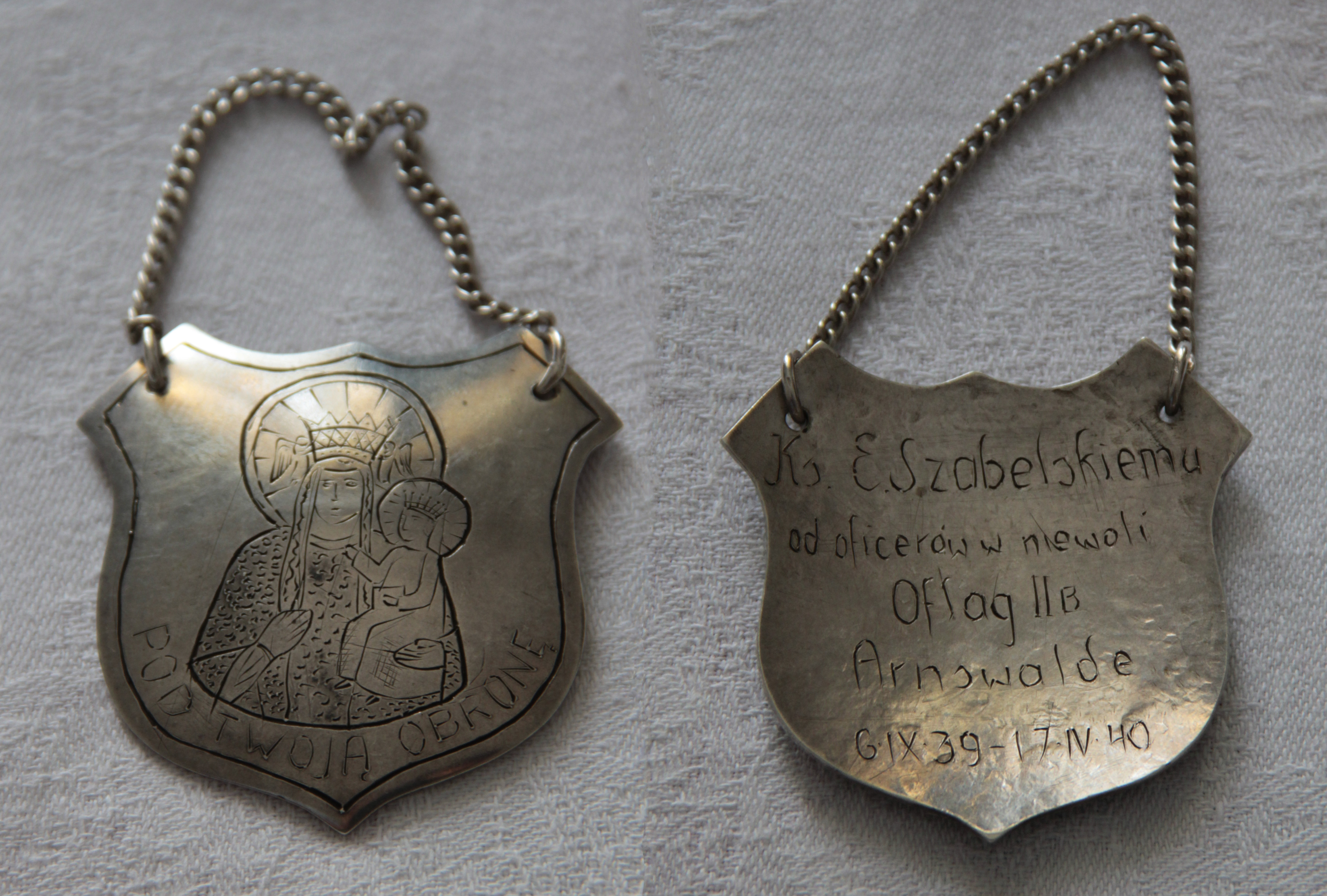
Ryngraf wykonany przez polskich jeńców Oflagu II B i przekazany ks. kpt. Edwardowi Szabelskiemu w przededniu deportacji do obozu koncentracyjnego. Po jego śmierci w KL Dachau odesłano go rodzinie

## Życiorys
Wychował się w rodzinie organistów. Jego ojcem był Franciszek Szabelski (1869–1935) organista w kościele św. Jana Chrzciciela w Sadownem. Jego brat Bolesław Szabelski był kompozytorem. W 1926 przyjął święcenia kapłańskie i rozpoczął pracę w diecezji lubelskiej. 
12 czerwca 1934 Prezydent RP przeniósł go z pospolitego ruszenia do rezerwy duchowieństwa wojskowego z równoczesnym mianowaniem kapelanem rezerwy w duchowieństwie wojskowym wyznania rzymskokatolickiego i starszeństwem z dniem 1 lipca 1934, lokata 3., a minister spraw wojskowych powołał do służby czynnej i wyznaczył na stanowisko administratora parafii wojskowej Lida. Z dniem 15 maja 1937 został przemianowany na kapelana służby stałej z tym samym starszeństwem i 2. lokatą. Na stanowisku administratora parafii wojskowej Lida pozostał do mobilizacji w 1939.
W sierpniu 1939 został kapelanem 135 pułku piechoty, z którym po agresji III Rzeszy na Polskę przeszedł całą kampanię wrześniową i dostał się do niemieckiej niewoli. Osadzono go w obozie Oflagu II B w Arnswalde (obecnie Choszczno), gdzie prowadził regularną działalność duszpasterską wśród polskich jeńców.

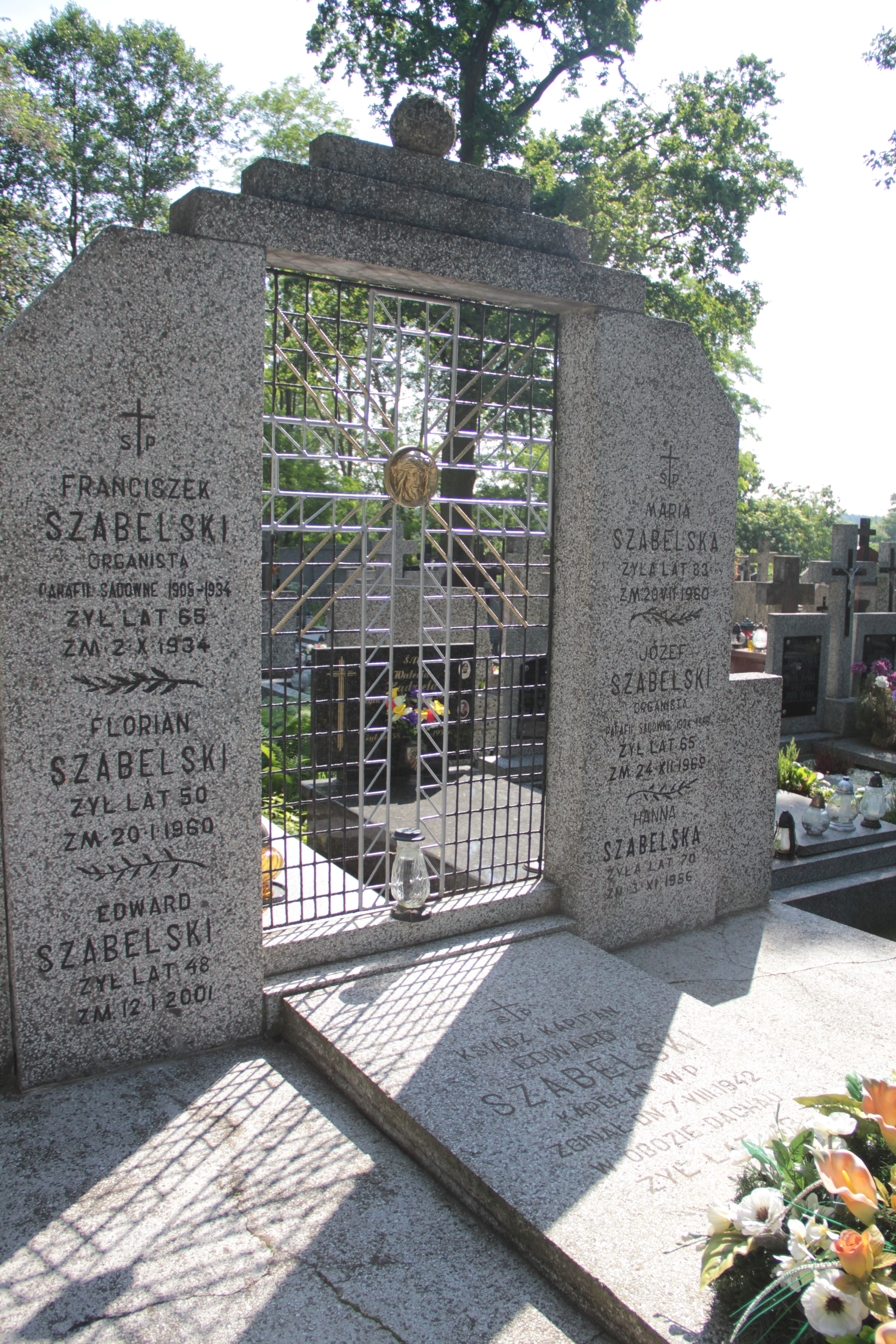
Prochy kpl. ks. Edwarda Szabelskiego pochowano w rodzinnym grobowcu na cmentarzu w Sadownem

Prawdopodobnie ze względu na rolę odgrywaną w środowisku jenieckim kapelani stali się wkrótce obiektem zainteresowania niemieckiej Abwehry. Pod koniec 1939 roku ks. Szabelskiego i trzech innych kapelanów z Oflagu II B odizolowano od reszty jeńców, a następnie przewieziono do Oflagu w Rotenburgu (zgromadzono tam także kapelanów z innych obozów jenieckich). Wiosną 1940 wraz z innymi kapelanami został formalnie zwolniony z niewoli i jako cywil przekazany Gestapo, a następnie osadzony w obozie w Buchenwaldzie (nr 31250). W lipcu 1942 wraz z 50 innymi kapelanami został przeniesiony do KL Dachau, gdzie księży zmuszano do pracy ponad siły przy robotach ziemnych. Szabelski zmarł z wycieńczenia 19 listopada 1942 roku. Jego prochy Niemcy przesłali mieszkającej w Sadownem rodzinie, gdzie na tamtejszym cmentarzu zostały pochowane.
W kościele św. Jadwigi Królowej w Choszcznie znajduje się tablica upamiętniająca ks. Szabelskiego oraz trzech innych kapelanów z Oflagu II B.